# 坟墓的闯入者

第一版封面（蘭登書屋）

《坟墓的闯入者》（英語：Intruder in the Dust）是威廉·福克纳1948年发表的长篇小说，借一桩谋杀案探讨美国南方的种族问题。
福克纳曾说，这部小说“更多的是写黑人和白人......(因为)南方的白人，比北方，比政府，比任何人都多欠黑人一份债，都必须对黑人承担一份责任。”

## 情節
故事发生在约克纳帕塔法县，一个凶残暴力家族的成员文森·高里被杀，老黑人路喀斯·伯香因此被捕。路喀斯有大家族麦卡斯林的血统，镇民希望把他私刑处死。白人律师加文·斯蒂文斯卷入此案，其外甥契克·马里森12岁时曾被路喀斯所救，他希望舅舅能替路喀斯主持公道，并决心找出真凶。他请来两人挖开文森的坟，却发现杰克·蒙特格马利的尸体躺在其中。他是被克罗夫德·高里杀害的，因为他知道后者枪杀同胞兄弟的罪行，后来文森的尸体也被发现。克罗夫德偷窃兄弟的木材却被路喀斯发现，所以设计了这一切。最后克罗夫德被捕，在狱中自杀。路喀斯出狱后不愿受人好处，给了加文两美元报酬。